# Richard Novotný (nohejbalista)
Richard Novotný (* 14. listopadu 1962 Příbram) je nohejbalový hráč a dlouholetý český reprezentant. Díky jeho výšce, obratnosti, statické i dynamické síle byl předurčen zejména k útočné (v roli hlavního smečaře) a obranné (v roli blokaře) hře na síti, a to jak ve trojicích, tak i v zápasech dvojic.
Je několikanásobnými tuzemským mistrem v nohejbale. Kromě pěti mistrovských titulů má ve své sbírce také několik stříbrných a bronzových medailí, a to jak v disciplíně trojic, tak i dvojic.
Během své sportovní kariéry prošel řadou slavných i méně významných českých nohejbalových klubů a nastupoval v různých úrovních mužských nohejbalových soutěží. S mužským nohejbalem začínal v okresním přeboru za Sportovní klub Hodkovice nad Mohelkou, kterému v roce 1981 pomohl k historickému úspěchu v podobě postupu do krajské soutěže. Mezi lety 1982 a 1983 hájil společně s dalšími velkými nohejbalovými jmény, jako Karel Fatka, Karel Ulmon či Zdeněk Holub, barvy Rudé hvězdy Planá u Mariánských Lázní. V roce 1984 přestoupil do nohejbalového oddílu Zetor LIBEŇ (dnes Nohejbalový klub Libeň). Klub posílený o Richarda Novotného, Petra Mikeše a Karla Fatku měl v té době ambice postoupit s týmem do první ligy, k čemuž však kvůli zařazení družstva do okresní namísto krajské soutěže nakonec nemohlo dojít. Následující rok se vzhledem k nadcházející svatbě a pracovnímu vytížení přestěhoval do Plzně, kde hrál od roku 1985 do roku 1990 za Sokol Plzeň Letná, resp. za NFTK Plzeň Letná v roce 1991. Na hráčích bývalého letenského klubu byl v roce 1992 postaven nový klub Tělovýchovná jednota Plzeň Bílá Hora, který hned v roce svého vzniku obsadil třetí místo v československé federální lize. Jeho barvy oblékal Richard Novotný i v roce 1993 a 1994. Mezi lety 1995 a 1999 nastupoval za Sokol Kobylisy a po jeho rozpadu se již nastálo vrátil zpět do Plzně.
Od roku 1993 až do roku 1999 (s přestávkou v roce 1994) byl součástí národního družstva České republiky, se kterým získal několik titulů mistra světa a mistra Evropy. V roce 1995 na 3. ME v německém Mönchengladbachu obsadil se svými spoluhráči 1. místo ve trojicích, čímž přispěl k téměř absolutnímu triumfu českých nohejbalistů, kteří tehdy brali dva ze tří titulů (v disciplíně jednotlivců skončil Petr Gulda až na 4. pozici). Zlatou medaili z disciplíny trojic převzal rovněž v roce 1996 na brazilském šampionátu v Maceiu. V roce 1997 si z dějiště 4. ME, francouzského alpského střediska Grenoble, odvezl další nejcennější medaili. Titul mistra Evropy přitom nevybojoval v (do té doby své tradiční) disciplíně trojic, ale nově se stal evropským šampionem také ve dvojicích. V těch následně nastoupil ještě v roce 1998 na MS v rumunském Szólnoku, přičemž se z tohoto mistrovského podniku opět vrátil se zlatou medailí.
Vedle medailových umístění v dlouhodobých ligových soutěžích, na mistrovstvích České republiky, Evropy a světa zaznamenal také velké množství úspěchů na řadě prestižních tuzemských jednorázových turnajů, a to i po ukončení své aktivní nohejbalové kariéry. Cenné kovy sbíral např. na svého času velmi známém a oblíbeném nohejbalovém turnaji pořádaném v areálu kotelny janovických kasáren, kterého se účastnilo mnoho sportovních osobností a celebrit (z těch nohejbalových mimo jiné technický kouzelník Jiří Miksan nebo mistr světa Vilém Ungermann). V roce 2005 se zúčastnil se svými bývalými reprezentačními spoluhráči z roku 1995 (Janem Hoškem a Vilémem Ungermannem) jednoho z nejvýznamnějších tuzemských turnajů Austin Cup, kde i po deseti letech prokázali své nohejbalové dovednosti a umístili se na velmi slušném 6. místě. V roce 2011 zvítězil společně se svými bývalými ligovými spoluhráči z Plzně (Jiřím Miksanem a Petrem Turkem) na Memoriálu Karlů Pšajdlů, nohejbalovém turnaji trojic pořádaném v Pavlovsku. Ve stejném roce také ovládli společně se spoluhráči z Bílé Hory (Jiřím Miksanem a Janem Šikem) první ročník nohejbalového turnaje trojic „Mikulášská smeč 2011“ pořádaném v Janovicích nad Úhlavou.

## Hráčské působení
- 1981  Sportovní klub Hodkovice nad Mohelkou
- 1982  Rudá hvězda Planá u Mariánských Lázní
- 1983  Rudá hvězda Planá u Mariánských Lázní
- 1984  Zetor LIBEŇ
- 1985  Sokol Plzeň Letná
- 1986  Sokol Plzeň Letná
- 1987  Sokol Plzeň Letná
- 1988  Sokol Plzeň Letná
- 1989  Sokol Plzeň Letná
- 1990  Sokol Plzeň Letná
- 1991  NFTK Plzeň Letná
- 1992  Tělovýchovná jednota Plzeň Bílá Hora
- 1993  Tělovýchovná jednota Plzeň Bílá Hora
- 1994  Tělovýchovná jednota Plzeň Bílá Hora
- 1995  Sokol Kobylisy
- 1996  Sokol Kobylisy
- 1997  Sokol Kobylisy
- 1998  Sokol Kobylisy
- 1999  Sokol Kobylisy

## Největší úspěchy

### Tuzemská mistrovství

#### Mistrovství České socialistické republiky
| Ročník | Rok  | Místo konání      | Disciplína | Umístění | Tým               | Sestava                                              |
| ------ | ---- | ----------------- | ---------- | -------- | ----------------- | ---------------------------------------------------- |
| 15.    | 1985 | Sázava            | dvojice    | 2. místo | Sokol Plzeň Letná | Zdeněk Holub, Richard Novotný                        |
| 17.    | 1985 | Žatec             | trojice    | 2. místo | Sokol Plzeň Letná | Zdeněk Holub, Richard Novotný                        |
| 16.    | 1986 | Plzeň – Bílá Hora | dvojice    | 2. místo | Sokol Plzeň Letná | Richard Novotný, Vladimír Stehlík                    |
| 18.    | 1986 | Děčín             | trojice    | 3. místo | Sokol Plzeň Letná | Jaroslav Francán, Richard Novotný, Vladimír Stehlík  |
| 17.    | 1987 | Žatec             | dvojice    | 4. místo | Sokol Plzeň Letná | Zdeněk Holub, Richard Novotný                        |
| 20.    | 1988 | Žatec             | trojice    | 3. místo | Sokol Plzeň Letná | Richard Novotný, Vladislav Plocar, Vlastimil Stehlík |

#### Mistrovství Československé socialistické republiky
| Ročník | Rok  | Místo konání | Disciplína | Umístění | Tým               | Sestava |
| ------ | ---- | ------------ | ---------- | -------- | ----------------- | --- |
|        | 1989 | Kroměříž     | družstva   | 1. místo | Sokol Plzeň Letná | Jan Buriánek, Jaroslav Francán, Zdeněk Holub, Richard Novotný, Vlastimil Stehlík, Jiří Tycar, Ctibor Včala |

#### Mistrovství České republiky
| Ročník | Rok  | Místo konání   | Disciplína | Umístění | Tým                   | Sestava                                                      |
| ------ | ---- | -------------- | ---------- | -------- | --------------------- | ------------------------------------------------------------ |
| 22.    | 1992 | Hradec Králové | dvojice    | 1. místo | TJ Plzeň Bílá Hora    | Richard Novotný, Ctibor Včala                                |
| 6.     | 1992 | Kroměříž       | dvojice    | 1. místo | TJ Plzeň Bílá Hora    | Jiří Miksan, Richard Novotný, Ctibor Včala                   |
| 6.     | 1992 | Kroměříž       | trojice    | 3. místo | Sokol Plzeň Bílá Hora | Jaroslav Francán, Jiří Miksan, Richard Novotný, Ctibor Včala |
| 27.    | 1995 | Praha-Čakovice | trojice    | 1. místo | Sokol Kobylisy "A"    | Richard Novotný, David Tirpák, Ctibor Včala                  |
| 26.    | 1996 | Karlovy Vary   | dvojice    | 1. místo | Sokol Kobylisy        | Richard Novotný, Josef Tirpák                                |

### Mezinárodní mistrovství

#### Mistrovství světa mužů
| Ročník | Rok  | Místo konání        | Disciplína | Umístění | Tým   | Sestava                                                                |
| ------ | ---- | ------------------- | ---------- | -------- | ----- | ---------------------------------------------------------------------- |
| 2.     | 1996 | Maceio ( Brazílie)  | trojice    | 1. místo | Česko | Karel Bláha, Jan Hošek, Richard Novotný, Josef Tirpák, Vilém Ungermann |
| 3.     | 1998 | Szólnok ( Maďarsko) | dvojice    | 1. místo | Česko | Jiří Dvořák, Richard Novotný, Josef Tirpák                             |

#### Mistrovství Evropy mužů
| Ročník | Rok  | Místo konání               | Disciplína | Umístění | Tým   | Sestava                                                                      |
| ------ | ---- | -------------------------- | ---------- | -------- | ----- | ---------------------------------------------------------------------------- |
| 2.     | 1993 | Bukurešť ( Rumunsko)       | trojice    | 2. místo | Česko | Jan Hošek, Richard Novotný, Kamil Průcha, Vilém Ungermann                    |
| 3.     | 1995 | Mönchengladbach ( Německo) | trojice    | 1. místo | Česko | Miroslav Fritz, Jan Hošek, Vlastimil Kubín, Richard Novotný, Vilém Ungermann |
| 4.     | 1997 | Grenoble ( Francie)        | dvojice    | 1. místo | Česko | Jiří Dvořák, Richard Novotný, Josef Tirpák                                   |